# Domingos Carvalho de Araújo

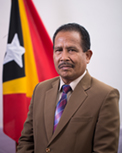
Domingos Carvalho de Araújo

Domingos Carvalho de Araújo (* 7. Juni 1965 in Remexio, Portugiesisch-Timor) ist ein Politiker aus Osttimor. Er ist Mitglied der Partei Congresso Nacional da Reconstrução Timorense (CNRT). Von 2007 bis 2015 war Araújo in Aileu der Distriktschef des CNRT.

## Werdegang
Araújo schloss die Schule mit der Sekundärstufe ab.
2012 wurde Araújo Abgeordneter im Nationalparlament Osttimors und hier Mitglied der Kommission für Wirtschaft und Entwicklung (Kommission D). 2017 rückte Araújo am 5. September für Francisco Kalbuadi Lay als Abgeordneter nach, nachdem er den Wiedereinzug bei den Wahlen 2017 auf Listenplatz 26 knapp verpasst hatte. Im Parlament war Araújo Mitglied in der Kommission für Infrastruktur, Transport und Kommunikation (Kommission E). Nach der Auflösung des Parlaments 2018 trat Araújo bei den Neuwahlen am 12. Mai auf Listenplatz 31 der Aliança para Mudança e Progresso (AMP) an, zu der auch der CNRT gehört, und zog erneut in das Parlament ein. Er gehörte zunächst der Kommission für Wirtschaft und Entwicklung (Kommission D) an. Am 16. Juni 2020 wurde er durch die Umstrukturierung Mitglied der Kommission für Infrastruktur (Kommission E).
Bei den Parlamentswahlen 2023 trat Araújo auf Listenplatz 44 des CNRT an, die Partei erhielt aber nur 31 Sitze, sodass Araújo aus dem Parlament ausschied.

## Auszeichnungen
Araújo ist Träger des Ordens Nicolau Lobato dritten Grandes.